# فلوريد الليثيوم والبيريليوم

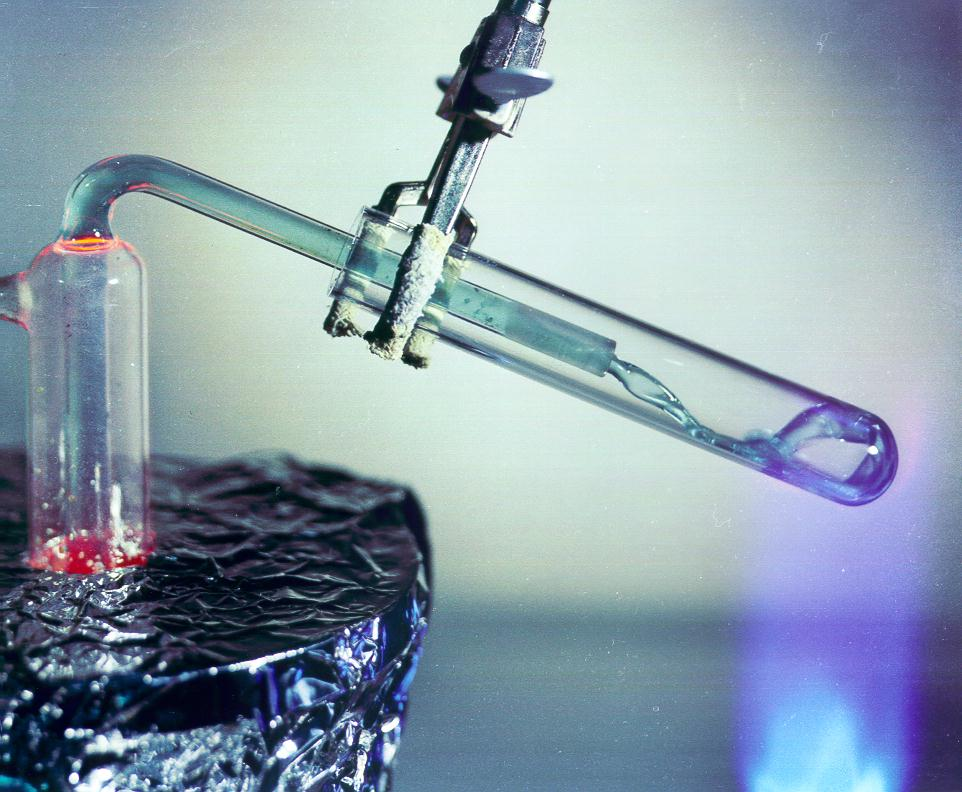
مصهور متدفق من FLiBe، يأتي اللون الأخضر في الصورة من رباعي فلوريد اليورانيوم.

فلوريد الليثيوم والبيريليوم FLiBe هو ملح منصهر (أو مصهور ملحي) مؤلف من مزيج من فلوريد الليثيوم (LiF) وفلوريد البيريليوم (BeF2). يستخدم FLiBe على هيئة مادة تبريد في المفاعلات النووية ومادة مذيبة للمواد الانشطارية، وتقوم هذه المادة بهذين الدورين في تجربة مفاعل الملح المنصهر (MSRE).

## الخواص
يتكون الملح من مزيج بنسبة 2:1 بحيث تكون له الصيغة Li2BeF4. لهذا الملح نقطة انصهار تبلغ 459 °س، ونقطة غليان تبلغ 1430 °س، وكثافة مقدارها 1.94 غ/سم3، أما السعة الحرارية للملح فهي 4540 كيلوجول/م3، وهي قريبة من قيمتها للماء، وهي أكبر بأربع مرات من قيمتها للصوديوم، وأكبر بحوالي 200 مرة من قيمتها للهيليوم، وذلك ضمن شروط عمل نظامية بالنسبة للمفاعل.
يكون الملح على شكل بلورات بيضاء في الحالة العادية، ويصبح سائل شفاف عند الانصهار. في حال وجود أملاح فلوريد منحلة مثل رباعي فلوريد اليورانيوم UF4 أو فلوريد الصوديوم NiF2، فإن لون الملح يتغير بشكل كبير سواء في الحالة الصلبة أو السائلة. بالتالي، فإن قياس الضوء الطيفي هو من أفضل الوسائل التحليلية للكشف عن نقاوة المادة، وهذا ما استعمل بكثرة خلال مشروع MSRE.
إن المزيج سهل الانصهار يكون في تركيبه أكثر من 50% من BeF2، ولديه نقطة انصهار 360 °س،  لكن هذا المزيج لم يستخدم عملياً نظراً لارتفاع اللزوجة بسبب BeF2، إذ أن BeF2 يكون سائلاً في المزيج المنصهر، وفي حال وجود كمية مولية كافية من قاعدة لويس، مثل الفلوريدات القلوية، والتي تمنح أيونات الفلوريد إلى البيريليوم، فإن الحالة الزجاجية تتكسر مما يزيد من اللزوجة.
في ملح FLiBe يستطيع فلوريد البيريليوم أن ينتزع أيوني فلوريد من جزيئات فلوريد الليثيوم المحيطة في الحالة السائلة، ويتحول إلى أيون رباعي فلوروبيريلات BeF4−2.